# GOOD DAY (ZARDの曲)
「GOOD DAY」（グッド・デイ）は、ZARDの27作目のシングル。

## 背景
26作目のシングル「新しいドア 〜冬のひまわり〜」との2枚同時リリースで、カップリング曲なしのワンコインシングル（500円）として発売された。
表題曲は、ホーユー「ビューティーラボ ナチュラルカラー」CMソングに使用された。

## 制作
この曲も｢新しいドア 〜冬のひまわり〜｣と同じく、アルバム収録用の曲として別タイトルで制作されていたが、CMタイアップが決まり、急遽シングルとしてリリースすることが決まった。
もともと生のストリングスを採用したアレンジだったが、あまりにも感傷的な曲になってしまったため、シンセサイザーに差し替えられた。

## 収録曲
1. GOOD DAY
  - 作詞：坂井泉水 / 作曲：綿貫正顕 / 編曲：池田大介

長らくベストアルバムに収録されず、アルバム『永遠』(アルバムバージョン)でしか聴くことが出来なかったが、2011年2月10日に発売されたCD-BOX『ZARD SINGLE COLLECTION 〜20th ANNIVERSARY〜』および、2016年2月10日に発売されたオールタイム・ベスト『ZARD Forever Best 〜25th Anniversary〜』に初めてシングルバージョンが収録された。
2. GOOD DAY（オリジナルカラオケ）

## 収録アルバム
- 永遠 (アルバムバージョン)
- ZARD Forever Best 〜25th Anniversary〜

## カバー
| 曲名     | アーティスト | 収録作品                    | 発売日        | 備考                                                            |
| -------- | ------------ | --------------------------- | ------------- | --------------------------------------------------------------- |
| GOOD DAY | イ・スヨン   | 『Sweet Holiday in Lombok』 | 2003年1月23日 | タイトルを「Good Bye」と変更されている。 韓国語詞でカバーした。 |